# London Calling (canción)
«London Calling» es un sencillo y una canción del grupo británico de punk rock The Clash emitida en su tercer álbum, llamado también London Calling. Esta sátira apocalíptica y cargada de política pone de relieve la famosa combinación de toques reggae en el bajo y las guitarras con el estilo punk de la banda.
El tema se grabó en los estudios Wessex, establecidos en una antigua iglesia de Highbury, al norte de Londres. Este estudio ya había sido usado por los Sex Pistols, Pretenders y Tom Robinson. El sencillo lo produjo Guy Stevens y el ingeniero de sonido fue Bill Price.

## Letras
«London Calling» fue escrita por Joe Strummer y Mick Jones. El título hace referencia a la identificación de las emisiones del Servicio Mundial de la BBC: "This is London calling..." ("Londres al habla..."), que fue usado durante la Segunda Guerra Mundial, a menudo en emisiones a países ocupados.
La letra refleja la preocupación de Joe Strummer por los eventos mundiales referidos a "un era nuclear" tras el incidente de Three Mile Island de principios de 1979. Según sus palabras textuales: "Sentimos que luchábamos por no resbalarnos cuesta abajo, agarrándonos al suelo con las uñas. Y no había nadie más para ayudarnos".
La línea "London is drowning/And I live by the river" ("Londres se está inundando/Y yo vivo junto al río") viene de la preocupación por la posibilidad que el Río Támesis se desbordara inundando la mayor parte de Londres Central. Con el tiempo esto derivó en la construcción de la Barrera del Támesis.
La letra también refleja la desesperante situación del grupo en 1979 debido a que estaban muy endeudados, sin mánager y discutiendo con su compañía discográfica sobre si el álbum London Calling debía ser doble o no. Las líneas "now don't look to us/All that phoney Beatlemania has bitten the dust" ("ahora no nos miréis a nosotros/Toda esa farsa de la Beatlemanía ha mordido el polvo") refleja la preocupación del grupo después de que el boom del punk rock en Inglaterra durante 1977 terminase.

## Estilo
Musicalmente, la canción está bastante lejos de su frenético estilo punk rock inicial con acordes I-IV-V-I, como queda bien ejemplificado en las canciones "Career Opportunities" y "I'm So Bored with the U.S.A.". Está en tono menor, algo que The Clash raramente había usado antes, y su inherente tono apocalíptico se intensifica por el tamboreo marcial de Topper Headon en perfecta sincronía con los acordes de guitarra, el ritmo pausado y la letra heladora de Strummer. Los aullidos de Strummer, o quizá los cantos de gallo durante la parte instrumental, consiguen estimular la atmósfera de desolación y paranoia que desprende toda la canción. Como muchas otras canciones del disco, como "The Card Cheat", "Revolution Rock" y "Jimmy Jazz", esta no termina de repente como en la mayoría de canciones de rock and roll sino que va acabando inquietantemente con las enigmáticas últimas palabras de Strummer "I never felt so much a-like..." ("Nunca sentí nada parecido...") haciendo eco sobre el sonido del código Morse al estilo de Pete Townshend.

## Recepción
El sencillo fue muy exitoso, y fue el primero de The Clash en entrar en las listas de éxitos de todo el mundo. Según el sitio agregador de listas Acclaimed Music, es la 21.ª canción más aclamada por los críticos de todos los tiempos. En el año 2004, la revista Rolling Stone escogió la canción como la decimoquinta mejor canción de la historia, siendo la canción de punk más alta de la lista.

## Juegos Olímpicos Londres 2012
«London Calling» ha sido escogida como el tema de los Juegos Olímpicos de Londres 2012, situación curiosa, dado que los temas de eventos de semejante envergadura, como el Mundial de Fútbol, suelen tener una canción nueva, creada exclusivamente para ello.

## En la cultura popular
La canción aparece en las películas de James Bond "Die Another Day", "The Conjuring 2" y en varias otras películas que típicamente establecen a Londres como una nueva ubicación en la historia.